# Самогонки
«Самогонки» (англоязычное название — Moonshine Runners) — компьютерная игра в жанре пошаговых аркадных гонок, разработанная российской студией К-Д ЛАБ и выпущенная компанией 1С 24 октября 2001 года.
В 2024 году игра была перевыпущена в Steam под названием Spanking Runners.

## Игровой процесс
«Самогонки» являются аркадной гоночной игрой с элементами пошаговой стратегии. Игрок выбирает одного из наездников, различающихся по трём характеристиками — энергии, манёвренности и ускорению, — после чего участвует в гонках, цель которых — либо прийти к финишу первым, либо собрать определённое количество бутылок с СамоГской водой. Каждая трасса обладает собственными механиками и ловушками: например, одна из них почти полностью залита водой, в которой плавают акулы и пиратский корабль. Всего в игре 24 трассы, расположенные на шести планетах. Помимо обычных гонок, в игре присутствуют усложнённые уровни с боссами, называемыми «Электрозомби».
В любой момент игрок может переключиться с аркадного на походовой режим с непрямым управлением мехосом. В этом режиме игрок расставляет на карте точки, через которые поедет мехос после отключения паузы, причём чем больше расстояние между двумя точками, тем сильнее разгонится мехос на этом участке. При этом мехос не будет двигаться строго по линиям; в частности, из-за инерции его будет заносить при поворотах. Дополнительно для каждой точки игрок может выбрать заклинания, которое будет применено, когда болид доедет до неё, при условии, что его запаса маны будет хватать.
Между гонками игрок может менять детали своего мехоса, который состоит из трёх частей — передних колёс, переда и задних колёс. Каждая часть содержит в себе заклинание, которое игрок может применять по ходу гонки. Заклинания могут быть как направлены против соперника — например, метание молнии, размещение мин на дороге или запуск ракеты, — так и на самого игрока — например, прыжок или скоростной полёт. Игрок гарантированно получает новую деталь для мехоса в случае, если он занимает первое место в гонке; дополнительные детали можно покупать за собираемую по ходу гонок СамоГскую воду. Также СамоГская вода тратится на разблокирование новых трасс.
В игре присутствует многопользовательский режим до пяти игроков. В этом режиме используется особый походовой режим, в котором игроки выстраивают свой маршрут по очереди, причём количество точек в маршруте ограничено. Также существует стратегический сетевой режим, в который один ход может длиться до недели реального времени.

## Сюжет
Действие игры разворачивается на планете СамоГ, находящейся в самом центре космоса, в котором когда-то произошёл Большой взрыв. На планете находятся источники уникальной СамоГской воды, имеющей множество применений в различных областях. Периодически часть этой воды испаряется в открытый космос и выпадает на спутниках СамоГа в виде росы. Эта роса представляет собой особо чистый субстрат, лишённый нечистот СамоГа, а потому она особенно ценится среди СамоГцев. Когда роса на спутниках появляется, старатели на мехосах устремляются в порталы, ведущие на спутники, чтобы собрать воду; при этом конкуренция за неё настолько большая, что старатели начали использовать против друг друга магию.
Перед событиями игры роботы, обитающие во Второй Космической Свалке, объявили о своей независимости и организовали Конфедерацию Алгоритмических Локомотивов и Юмных Галактических Артефактов (сокр. КАЛиЮГА). КАЛиЮГА решили подчинить себе вселенную, начав с СамоГа. После успешной операции, власть на СамоГе узурпировал Дизельный Мутант, а спутники захватили его вспомогательные модули, прозванные Электрозомби. Конфедерация объявила СамоГскую воду своей собственностью и начала отбирать её у СамоГцев. Как результат, СамоГская вода превратилась в особо ценную валюту на чёрном рынке СамоГа.
Шериф СамоГа Арк-а-н решил не мириться с новым миропорядком и организовал подпольное сопротивление. Он посчитал, что слабое место диктатора — Электрозомби, которые делают за него всю работу, и объявил на них охоту, в которой принимает участие и главный герой игры.

## Разработка и выпуск
По словам Андрея «КранК» Кузьмина, генерального директора К-Д ЛАБ, идея пошаговых гонок пришла к команде во время работы над «Вангерами». В студии начали работать над проектом под названием «Мехосома» и успели представить его узкой аудитории. Через некоторое время команда поняла, что игра перестала выглядеть конкурентноспособной, поэтому проект был переведён на полигональную трёхмерную графику с использованием 3D-ускорителей (предыдущие проекты студии использовали воксельную графику), а трассы были сделаны шарообразными, чтобы «уплотнить события». Кроме того, в игру была добавлена поддержка аркадного режима в дополнение к походовому. Для «СамоГонок» команда разработала собственный игровой движок.
Игра была выпущена 24 откября 2001 года. Издателем выступила компания 1С. Вместе с игрой распространялось 128-страничное руководство, половина которого была посвящена описанию мира игры.
В 2021 году неполный исходный код игры был опубликован на GitHub под лицензией GPL v3. В декабре 2023 года ассоциация K-D Lab, учреждённая бывшими сотрудниками К-Д ЛАБ, совместно с итальянской студией GamePix выпустила браузерную версию игры. 14 мая 2024 года ассоциация выпустила переиздание игры в Steam на платформах Windows, Linux и macOS. Переиздание основано на доработанном исходном коде, опубликованном ранее. В английской локализации ремастер был назван Spanking Runners.

## Награды и критика
| Русскоязычные издания | Русскоязычные издания |
| Издание               | Оценка                |
| --------------------- | --------------------- |
| Absolute Games        | 80 %                  |
| Game.EXE              | 4,6/5                 |
| «Домашний ПК»         | 81/100                |
| «Игромания»           | 8,5/10                |
| «НИМ»                 | 8,6/10                |
| «Страна игр»          | 8,3/10                |
| «Шпиль!»              | 11/12                 |

Игра получила положительные отзывы критиков. Критики отмечали необычность проекта. Михаил Судаков в рецензии для Game.EXE отмечал, что игра оставляет после себя ощущение, «будто прикоснулся к чему-то уникальному, необычному, единственному в своём роде». Дмитрий Эстрин из журнала «Страна игр» писал: «K-D Lab в своём репертуаре. Великолепнейшая экстраординарная игра, которая подарит искушенному геймеру много приятных минут». Олег Полянский из «Игромании» описал игру как «самые парадоксальные в мире гонки».
Особой похвалы удостоилась красочная и самобытная графика. При этом рецензенты отмечали, что игра хорошо работает даже на слабых компьютерах
Также критики хвалили проработку игровой вселенной. Леонтий «Тютель» Тютелев из «Навигатора игрового мира» отметил, что за «безобидной оболочкой скрывается целая загадочная вселенная, полная интриг, страстей, насилия и опасности».
Музыка получила более смешанные отзывы. Владимир «NomaD» Горячев в рецензии для Absolute Games назвал «натуральным бальзамом на душу ветеранов PC-игр» композиции саундтрека — «лёгкие, красивые, ненавязчивые». Александр Птица из журнала «Домашний ПК» заявил, что музыка достойна издания на отдельном Audio CD. Леонтий Тютелев, напротив, заявил, что «мелодии могли быть чуточку разнообразнее в плане стилистиченской направленности», заключив, что звуковой дизайн игры «хорош, но не более того».
Некоторые критики отмечали наличие некритичных багов и глюков в игре. Александр Птица отметил, что в происходящем в игре сложно ориентироваться, когда на экран попадают сразу несколько мехосов, а также покритиковал «своенравную» камеру. Владимир Горячев раскритиковал игру за отсутствие локальной таблицы рекордов, посчитав это непростительным для аркадной игры.